# Khamzat Chimaev
Khamzat Khizarovich Chimaev (Gvardéiskoie (Txetxènia), 1 de maig de del 1994) és un artista marcial mixt professional d'origen txetxè i lluitador de lluita lliure que competeix a la categoria de pes mitjà a la companya Ultimate Fighting Championship (UFC). Tot i ser conegut per la UFC també competí a la Brave Combat Federation (Brave CF). En la lluita lliure és tres vegades campió nacional suec, país on ell i la seva família resideix. Des del 18 de juny del 2024 és número 11 del rànquing de pes mitjà de l'UFC.

## Carrera a les arts marcials
Entre el setembre del 2017 i l'abril del 2018, Chimaev va tenir tres lluites amateurs d'MMA. La primera era contra el futur Campió Mundial IMMAF Khaled Laallam, a qui va derrotar per submissió (rear naked chocke) a la segona ronda. Guanyà les seves dos altres lluites quedant 3-0 com lluitador d'MMA amateur.

### Brave CF
Temps després de lluitar com amateur a Suècia, s'uneix a la companya Brave Combat Federation (Brave CF) on es planejà el seu debut contra Banjamin Bennett el novembre del 2018, però Bennet es retirà i fou reemplaçat amb l'invicte Marko Kisic on Khamzat guanya per knockout tècnic (TKO).
Després Khamzat lluità contra Sidney Wheeler, on es reemplaçà per Leon Aliu on guanyà el combat per knockout tècnic i el 2019 s'enfrontà contra el daguestàni Ikram Aliskerov on Khamzat guanya per knockout (uppercut).
Durant el 2019 fa un combat promocional contra Mzwandile Hlongwa. Durant l'abril del 2020 es planeja un enfrontament contra el campió del pes wèlter Jarrah Al-Selawe, però a causa de la covid-19 es cancel·là el combat.

### UFC
Khamzat debutà a la companya Ultimate Fighting Championship (UFC) l'any 2020 on s'enfrontà contra John Phillips, que es reemplaça per Dusko Todorovic on khamzat guanya per submissió.
Deu després s'enfrontà a Rhys McKee en pes wèlter on guanyà per TKO. El setembre del mateix any, es planeja un enfrontament contra Gerald Meerschaert on guanyà el combat per knockout els 17 primers segons.
L'octubre del 2021 khamzat s'enfrontà a Li Jingliang on guanya per submissió tècnica (rear naked chocke), després d'un any inactiu, s'enfrontà contra Gilbert Burns l'abril del 2022 on guanya per decisió unànime.
Estava planejat un enfrontament contra Robert Whittaker el juny del 2024, però es retirà del combat per raons mèdiques.